# Scaphoideus curvatus
Scaphoideus curvatus är en insektsart som beskrevs av Delong och Mohr 1936. Scaphoideus curvatus ingår i släktet Scaphoideus och familjen dvärgstritar. Inga underarter finns listade i Catalogue of Life.